# Попов Олександр Олександрович (полковник)
Олександр Олександрович Попов — український військовик, полковник Збройних сил України, учасник російсько-української війни. Командир 15-ї окремої бригади артилерійської розвідки «Чорний ліс».

## Життєпис
Народився в сім’ї військових. У 14 років вступив до Чернігівського ліцею з посиленою військово-фізичною підготовкою, який закінчив через три роки. Вищу освіту здобував у Військовому інституті ракетних військ та артилерії (чотири курси) і завершив на п’ятому курсі у Львівському інституті Сухопутних військ після розформування сумського закладу у 2007 році.
Із червня 2008 по серпень 2013 року проходив службу в 26-й артилерійській бригаді, обіймаючи різні командні посади за напрямом артилерійської розвідки.
У 2013—2014 роках перебував у 10-місячному відрядженні у складі 18-го окремого вертолітного загону миротворчої місії ООН у Демократичній Республіці Конго. Був бортовим перекладачем вертолітної ланки.
У травні 2014 року очолив штатну посаду на Кримському перешийку біля Чонгара, а в липні того ж року брав участь у боях за Дебальцеве як командир батареї 26-ї артилерійської бригади, забезпечуючи прикриття відходу українських військ.
З січня 2015 по червень 2017 року обіймав посаду офіцера відділу підготовки артилерійської розвідки Ракетних військ та артилерії ЗСУ.
У 2017—2019 роках навчався в Національному університеті оборони України.
З червня 2019 по травень 2021 року — командир дивізіону артилерійської розвідки 55-ї окремої артилерійської бригади.
У травні 2021 року призначений начальником штабу — заступником командира 15-го реактивного артилерійського полку, на базі якого у березні 2022 року розпочато формування 15-ї окремої бригади артилерійської розвідки. З 10 серпня 2022 року — командир бригади.

## Військові звання
- полковник